# Microleptes malaisei
Microleptes malaisei là một loài tò vò trong họ Ichneumonidae.